# قرفة سايغونية
القِرْفَة السَايِغُونِيَة أو القرفة الفيتنامية (الاسم العلمي: Cinnamomum loureiroi) وهو نبات من جنس الدارصيني.

### مواضيع ذات علاقة
- الدارصيني.

### وصلات خارجية
- القرفة السايغونية على موقع صفحات توابل غارنو كاتزلر.